# ديمتري سوروكين
ديمتري سوروكين (بالروسية: Сорокин, Дмитрий Андреевич)‏ هو لاعب القفز الثلاثي روسي، ولد في 27 سبتمبر 1992 في خاباروفسك في روسيا.

## وصلات خارجية
- ديمتري سوروكين على موقع الاتحاد الدولي لألعاب القوى (الإنجليزية)
- ديمتري سوروكين على موقع الدوري الماسي (الإنجليزية)